# Åsa Lif
Åsa Lif (* 26. Juli 1990) ist eine schwedische Biathletin.
Åsa Lif lebt in Östersund und ist für Lima IF aktiv. Sie wird von Roger Westling trainiert. 2011 rückte sie in den schwedischen A-Kader auf, seit 2012 gehört sie zum Entwicklungskader. Ihre ersten internationalen Rennen bestritt sie im Rahmen der Juniorenrennen der Sommerbiathlon-Weltmeisterschaften 2007 in Otepää. Bei den Rennen im Crosslauf erreichte sie die Ränge 30 im Sprint und 28 im Massenstartrennen, auf Skirollern 20. des Sprints und 21. der Verfolgung. Seit der Saison 2007/08 nahm sie an den Juniorenrennen des Europa- beziehungsweise IBU-Cups teil. 2009 folgte die erste Teilnahme an den Junioren-Weltmeisterschaften in Canmore. Im Sprint wurde sie 34., in Verfolgung und Einzel 33. sowie mit Ingela Andersson und Marielle Molander in der Staffel Neunte. Ein Jahr später wurde Lif in Torsby 40. des Einzels, 30. des Sprints, 33. der Verfolgung und 12. im Staffelrennen. 2011 startete die Schwedin in Nové Město na Moravě bei ihren dritten Juniorenweltmeisterschaften. Im Einzel war sie 25., 34. im Sprint, 41. der Verfolgung und 14. mit der Staffel.
2008 startete Lif erstmals bei den Wettbewerben der Frauen im IBU-Cup. In ihrem ersten Sprint wurde sie in Idre 64. Rang 53 im folgenden Sprint an selber Stelle ist ihre bislang beste Platzierung in der Rennserie. Zum Auftakt der Saison 2012/13 debütierte sie in Östersund im Biathlon-Weltcup. Beim ersten Sprint erreichte sie den 88. Platz. Beim folgenden Sprint in Hochfilzen verpasste sie das Verfolgungsrennen als 61. nur um einen Rang. Mit der Staffel kam sie an der Seite von Elisabeth Högberg, Anna-Karin Strömstedt und Elin Mattsson als Schlussläuferin im Staffelwettbewerb auf den neunten Platz.
Zwischen 2008 und 2010 startete Lif auch in mehreren internationalen Skilanglaufrennen auf Juniorenebene und in unterklassigen FIS-Rennen. National gewann sie bei den Schwedischen Meisterschaften im Biathlon 2010 mit der Staffel Limas die Bronzemedaille.

## Biathlon-Weltcup-Platzierungen
Die Tabelle zeigt alle Platzierungen (je nach Austragungsjahr einschließlich Olympische Spiele und Weltmeisterschaften).
- 1.–3. Platz: Anzahl der Podiumsplatzierungen
- Top 10: Anzahl der Platzierungen unter den ersten zehn (einschließlich Podium)
- Punkteränge: Anzahl der Platzierungen innerhalb der Punkteränge (einschließlich Podium und Top 10)
- Starts: Anzahl gelaufener Rennen in der jeweiligen Disziplin
- Staffel: inklusive Mixed- und Single-Mixed-Staffeln

| Platzierung              | Einzel | Sprint | Verfolgung | Massenstart | Staffel | Gesamt |
| ------------------------ | ------ | ------ | ---------- | ----------- | ------- | ------ |
| 1. Platz                 |        |        |            |             |         |        |
| 2. Platz                 |        |        |            |             |         |        |
| 3. Platz                 |        |        |            |             |         |        |
| Top 10                   |        |        |            |             | 1       | 1      |
| Punkteränge              |        |        |            |             | 1       | 1      |
| Starts                   |        | 2      |            |             | 1       | 3      |
| Stand: 10. Dezember 2012 |        |        |            |             |         |        |